# Elliot Smith
Sir Grafton Elliot Smith (ur. 15 sierpnia 1871 w Grafton, zm. 1 stycznia 1937 w Londynie) – brytyjsko-australijski lekarz, anatom, antropolog i egiptolog.

## Życie i kariera akademicka
Rodzicami jego byli: Stephen Sheldrick Smith i Mary Jane Evens. Ojciec jego był nauczycielem, który wyemigrował z Anglii do Australii. Od najmłodszych, szkolnych lat Elliot przejawiał zainteresowanie fizyką i medycyną. W wieku dziesięciu lat zainteresował się budową i czynnościami mózgu. 
W 1892 roku, w wieku 21 lat, rozpoczął studia medyczne na wydziale medycyny University of Sydney. W 1895 roku otryzmał dyplom lekarza oraz został nagrodzony złotym medalem uniwersytetu za prace w dziedzinie anatomii i histologii mózgu stekowców i torbaczy. W 1896 roku otrzymał stypendium, umożliwiające mu dalsze prace w dziedzinie anatomii, zmierzające do uzyskania stopnia doktora w St John’s College na Uniwersytecie Cambridge . Podczas studiów w Cambridge, w 1898 roku został nagrodzony przez British Medical Association stypendium badawczym. W 1899 roku został wybrany w Cambridge na członka St. John's College. W tym czasie został zaproszony przez Charlesa Stewarta do przygotowania pracy dla Museum of the Royal College of Surgeons zatytułowanej "Katalog mózgów gadów i ssaków". Pracę tę ukończył w 1902 roku. W 1900 roku ożenił się z Kathleen Macredie, ze związku z którą narodzili się trzej jego synowie. Również w 1900 roku został rekomendowany na pierwszego stałego członka katedry anatomii oraz profesora anatomii w Rządowej Szkole Medycznej w Kairze. Funkcję tę piastował do 1909 roku, prowadząc badania nad zachowanymi szczątkami mózgów mumii egipskich. W 1905 roku brał udział w badaniach mumii kilkunastu największych władców starożytnego Egiptu. Wydał opinię przeczącą poglądowi jakoby przyczyną śmierci Totmesa II była choroba, dokładnie opisując stan ciała faraona. Brał udział w odwijaniu bandaży mumii m.in.: Totmesa IV, którego najpierw razem z Howardem Carterem poddał badaniu rentgenowskiemu w kairskim szpitalu. Był to pierwszy przypadek użycia aparatu rentgenowskiego do badań mumii faraona, 23 sierpnia 1905 roku - Amenhotepa III, w czerwcu i lipcu 1905 roku - Ramzesa IV, Ramzesa V i Ramzesa VI, ponadto w 1905 roku odwinął i zbadał Setiego II i mumię, uważaną za Setnachta, która po zbadaniu okazała się mumią kobiety, prawdopodobnie królowej Tauseret oraz 8 lipca 1907 roku Merenptaha. W 1907 roku otrzymał stanowisko Doradcy Anatomicznego Brytyjskiej Misji Archeologicznej w Nubii oraz został wybrany członkiem The Royal Society. W latach tych, współpracując z Fredrickiem Wood Jonesem prowadził badania i wykonywał szczegółowe opisy mumii i szkieletów, odnajdywanych podczas prac w Nubii. Badania te przyniosły wiele niezwykle interesujących odkryć, dotyczących śladów chorób i schorzeń, odkrytych w zmumifikowanych ciałach oraz szczątkach ludzkich. Między innymi odkryto ślady przepukliny, podagry, trądu, zmian nowotworowych, ospy, gruźlicy i zrostów w okolicach wyrostka robaczkowego. W 1909 roku opuścił Kair i powrócił do Anglii, gdzie został jednym z członków grona katedry anatomii na Manchester University. Podczas pracy w Manchesterze prowadził badania w dziedzinie neurologii oraz jednocześnie kontynuował badania materiału pozyskanego podczas wykopalisk w Nubii. W 1919 roku opuścił Manchester i objął stanowisko Profesora Anatomii na University College w Londynie, które to stanowisko piastował do swej śmierci w 1937 roku. Podczas pracy w Londynie skupiał się nad studiowaniem ludzkiej biologii w aspekcie psychologicznym i kulturowym na tle historii medycyny.
Jego wieloletnia praca nad mumiami zaowocowała pracą "The Catalogue of the Royal Mummies in the Cario Museum", opublikowaną w 1912 roku. Zajmował się również ewolucją naczelnych, badając wpływ zmysłów wzroku, słuchu i dotyku na jej przebieg. W 1934 roku w uznaniu swych zasług, doktor Elliot Smith otrzymał tytuł szlachecki. Zmarł w Londynie, w Nowy Rok, 1937 roku.

## Wkład w teorię antropologii kulturowej
Podczas pracy w Manchester wysunął teorię rozprzestrzeniania się kultur, która to według niego tłumaczyła podobieństwa kulturowe w różnych regionach świata, a źródło rozprzestrzeniania stanowił Egipt faraonów. Teorię tę wyłożył w swych pracach: "The Migration of Early Cultures" z 1915 roku oraz "The Ancient Egyptians and the Origins of Civilization" z 1923 roku. Teoria ta jednak nie znalazła poparcia wśród świata nauki.